# Araeococcus flagellifolius
Araeococcus flagellifolius là một loài thực vật có hoa trong họ Bromeliaceae. Loài này được Harms mô tả khoa học đầu tiên năm 1929.

## Hình ảnh

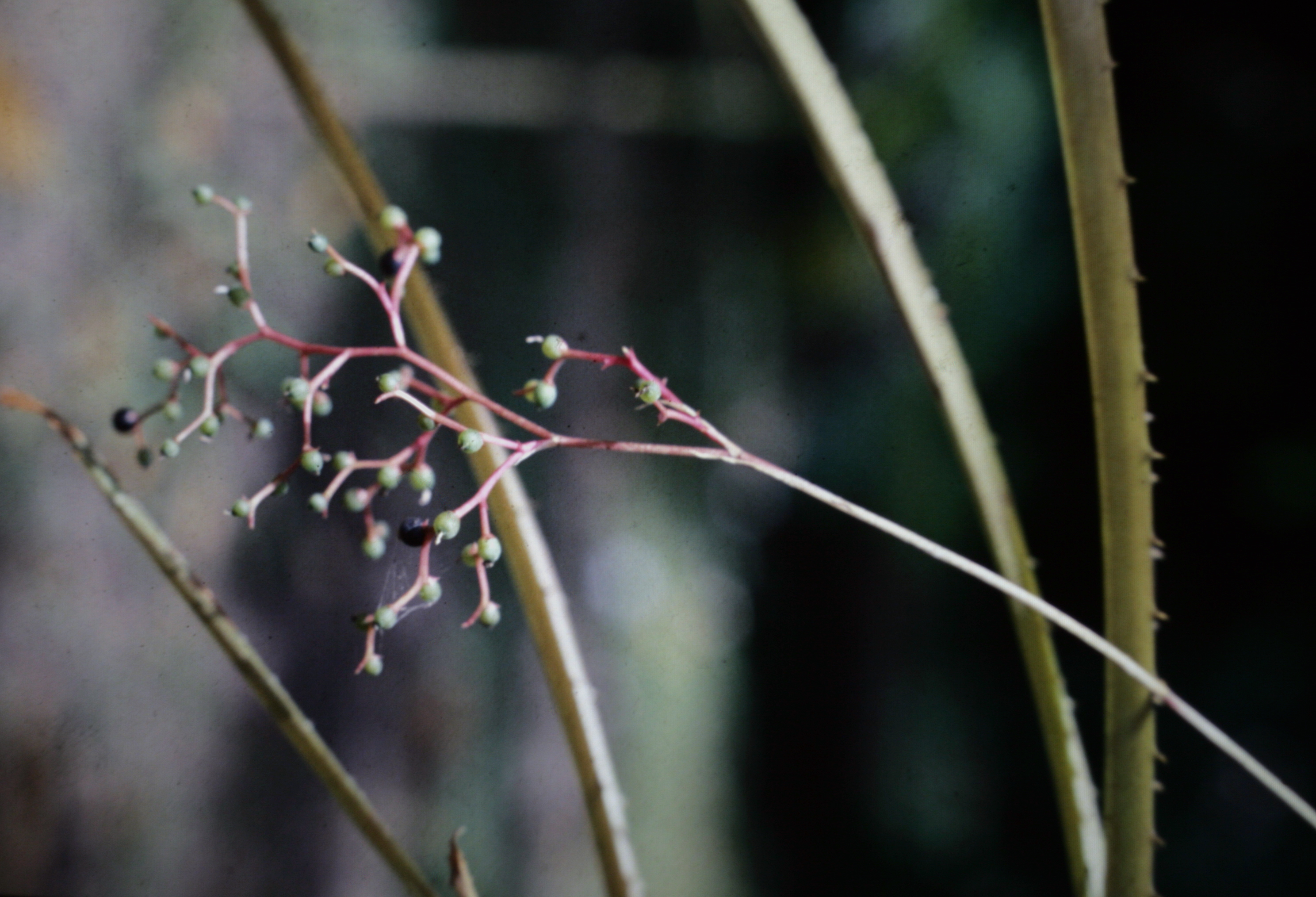